# Wang Yani
Wang Yani (en xinès simplificat: 王亚妮; en pinyin: Wángyànī) (Gongcheng, 2 de maig de 1975) és una pintora xinesa, natural de la província de Guangxi, al sud de la Xina. Aquesta nena prodigi començà la seva activitat artística amb només dos anys i mig. Actualment viu a Alemanya.

## Biografia
Nena prodigi que ha treballat amb les arts visuals des que era un infant. El seu pare, Wang Shiqiang, era professor d'art i pintor també, però treballava sobretot amb olis i en un estil de tipus occidentalitzant, típic de la revolució cultural. Wang anava sovint al taller del seu pare, on el veia treballar i, de fet, així és com començà ella mateixa a pintar. Segons declaracions del pare, ell deixà de pintar quan Wang Yani tenia vuit anys per no influenciar excessivament a la seva filla i limitar la seva llibertat creativa. Perseguint aquest mateix objectiu, Wang Shiqiang viatjà molt amb la seva filla per tal que pogués ampliar les seves fonts d'inspiració, els seus referents.
Exposà de forma internacional ja com a nena, fet que la portà a viatjar força. Arrel d'una exposició a Alemanya, conegué el país i li agradà tant que començà a aprendre alemany. De fet, demanà una beca per estudiar belles arts a Alemanya. El 1996 inicià els seus estudis a la Academy of Fine Arts de Múnic.
Actualment està casada amb el fotògraf i professor Wu Min-an i tenen tres fills plegats.

## Carrera professional
Les seves obres s'exposaren a la Xina per primer cop quan comptava amb tan sols quatre anys. Amb sis anys ja comptava amb un corpus d'obra pròpia de més de 4000 peces, havent exposat a Xangai, Pequín i a Hong Kong. El 1983, quan tenia vuit anys, una de les seves obres fou escollida com a imatge per a ser difosa en forma de segell. Encara sent una nena l'agència xinesa de notícia Xinhua patrocinà una gira de Wang on ella explicava la seva experiència amb la pintura.
Als catorze se celebrà la seva primera exposició en solitari, en aquest cas, a la ciutat de Londres. Aquest esdeveniment fou seguit d'una exposició a l'Arthur M. Sackler Gallery a la Smithsonian Institution de Nova York, que després viatjà a la Nelson-Atkins Museum of Art a Kansas City, a l'estat de Missouri. Aquest mostra la convertí en l'artista més jove a la que l'Smithsonian havia dedicat mai una exposició. Als setze ja comptava amb sis monografies publicades sobre la seva obra. Ha exposat també al Japó, Alemanya, Regne Unit i els Estats Units. Els seus dibuixos d'infància la família els guardava a la seva residència familiar, negant l'opció de vendre'ls ja que els concebien com el diari de na Wang Yani.
Aquesta artista prodigi és coneguda per la seva faceta de pintora, jugant amb la pintura tradicional xinesa. D'aquesta manera Wang és molt coneguda per pintar mones, babuins, gats i d'altres animals. A més a més, de petita tingué una mona com a mascota, fet que explica la recurrència d'aquest animal en obres de la seva infància i joventut. També ha cultivat el gènere de flors i ocells, pintant narcissos, crisantems i altres flors cèlebres en la cultura xinesa. Molt sovint fa servir tinta xinesa sobre paper, aplicada amb pinzells, segons les tècniques tradicionals.
Wang està acostumada a pintar davant d'audiències, en museus i galeries. La seva obra té un component experimental, de valoració del moment en què l'obra s'està duent a terme que beu, de nou, de la pintura tradicional xinesa. Així, per exemple, Wang ha pintat públicament al Shanghai Stadium davant de milers d'espectadors, al terra de la Arthur M. Sackler Gallery com a part d'un show anomenat Yani: The Brush of Innocence, que incloïa 69 obres de l'artista.